# Distrito de Katakwi
Katakwi es un distrito de la región este de Uganda. Posee 307.032 habitantes y su capital Katakwi comparte el nombre con el distrito. Katakwi, al sur, posee porciones del Bisina y del Lago Opeta.
El distrito fue separado en 1997 de Soroti. Se divide en tres condados: Kapelebyong, Amuria y Usuk, que a su vez se subdividen en 14 sub-condados y un distrito urbano. Estos se organizan en 80 municipios.
Las principales productos agrícolas son los cacahuetes, sorgo y mandioca.

## Red viaria
Katakwi tiene 581 kilómetros de caminos así como 20 kilómetros de la línea de ferrocarriles de Uganda.

## Población
La cifra de pobladores, según cifras del censo del 2002, asciende a 307.032 personas. Su superficie es de 5.114 km², lo que hace que el distrito de Katakwi tenga una densidad de 60,03 residentes por cada kilómetro cuadrado.